# Matej Mikita
Matej Mikita, né le 18 novembre 1994 à Košice, est un handballeur international slovaque évoluant au poste d'arrière gauche au C' Chartres Métropole handball.

## Biographie
Pour la saison 2017-2018, Mikita évolue au Gyöngyösi FKK, en première division de Hongrie pour la deuxième année de suite et sept années en D1 hongroise.
Début avril 2018, il est annoncé la signature de Mikita au C' Chartres Métropole handball pour trois saisons à partir de l'exercice 2018-2019. Le club joue alors la montée ne première division française. Il compte alors dix-huit sélections en équipe nationale slovaque après en avoir obtenu une vingtaine chez les jeunes (U20 et U18).

## Style de jeu
Matej Mikita est mis en avant pour son gabarit imposant avec une taille de 1,95 m pour 104 kg. Il est capable d’évoluer des deux côtés du terrain.

## Palmarès
- Championnat de France D2 (1)
  - Champion : 2019